# James C. Adamson
James Craig „Jim“ Adamson (* 3. März 1946 in Warsaw, New York, USA) ist ein ehemaliger US-amerikanischer Astronaut.

## Leben
Adamson wurde im US-Bundesstaat New York geboren, wuchs jedoch in Monarch, Montana auf. 1964 beendete er die High School in Geneseo und besuchte im Anschluss daran die angesehene United States Military Academy (USMA) in West Point, New York. An der USMA studierte er zunächst Ingenieurwissenschaften und erwarb 1969 seinen Bachelor.
Danach machte er in der US-Army Karriere: An der Army Aviation School in Fort Rucker (Alabama) legte er seine Pilotenausbildung mit Auszeichnung ab, gefolgt von der Ausbildung zum Fallschirmjäger. Im Laufe seiner Karriere erwarb Adamson viele Pilotenlizenzen: vom einfachen Propellerflugzeug, über Turboprop- und Jet-getriebenen Maschinen, Hubschraubern bis hin zu Verkehrsflugzeugen.
Nach einem Einsatz in Fort Knox, Kentucky tat Adamson in Vietnam und Kambodscha Dienst als Aufklärer, Gruppenführer und Einsatzleiter. Zurück in der Heimat schlug er die Offizierslaufbahn ein. Unterrichtet wurde er an der Command and General Staff School. Danach leitete er Raketengeschützgruppen – zunächst ab 1969 drei Jahre in der Bundesrepublik, dann in Fort Bliss, Texas.
Anschließend nahm Adamson sein Studium wieder auf. 1977 machte er seinen Master an der berühmten Princeton University in New Jersey im Fachbereich Luft- und Raumfahrttechnik. Dann wurde er zum Lehrer und nahm eine Assistenzprofessur für Aerodynamik an der USMA an. Er gab Kurse in Aerodynamik, Hydromechanik, Flugverhalten und Flugzeugsteuerung, die er selbst entwickelt hatte und konstruierte sogar einen Flugsimulator. Danach ließ er sich an der Navy Test Pilot School auf der Naval Air Station Patuxent River in Maryland ausbilden: Das Zeugnis als Testpilot erhielt er 1980.
Jim Adamson tat sich in seiner Jugend neben seinem Fleiß auch sportlich hervor: Er wurde als bester College-Athlet der USA ausgezeichnet. Vor allem machte er sich als Pistolenschütze einen Namen. Er gewann zweimal die nationalen Meisterschaften im Pistolenschießen und führte das West-Point-Team bei den US-Meisterschaften 1969 an.

## NASA-Tätigkeit
Unmittelbar nach seiner Testpilotenausbildung kam Adamson Anfang 1981 zum Johnson Space Center der NASA nach Houston, Texas. Während der Testflüge des US-Raumtransporters (STS-1 bis STS-4) arbeitete er als Aerodynamics Officer im Kontrollzentrum. Ab STS-5 im November 1982 war er in Mission Control Center für den Bereich Navigation verantwortlich. Diesen Posten hatte er bis einschließlich STS-41-C im April 1984 inne. Während der Zeit, in der keine Shuttle-Missionen stattfanden, unternahm er für die NASA Forschungs- und Testflüge.
Adamson schaffte im Mai 1984 den Sprung ins Astronautenkader. Er hatte sich zwar schon für die 9. Astronautengruppe als Missionsspezialist beworben, wurde aber erst im zweiten Anlauf mit der Gruppe 10 akzeptiert. Die Grundausbildung war nach einem Jahr im Juni 1985 beendet.
Im November 1985 wurde Adamson das erste Mal für eine Mission aufgestellt: STS-61-N war ein Flug des US-Verteidigungsministeriums und sollte im September 1986 mit der Raumfähre Columbia durchgeführt werden. Als weitere Crewmitglieder waren Kommandant Brewster Shaw, Pilot Mike McCulley, die anderen Missionsspezialisten Mark Brown und David Leestma, sowie als Nutzlastspezialist Frank Casserino von der US Air Force vorgesehen. Wegen des Challenger-Unglücks wurde dieser Flug als STS-28 im Jahr 1989 nachgeholt.
Ab 1986 arbeitete Jim Adamson bis zur Wiederaufnahme der Shuttle-Flüge im Management. Er war stellvertretender Leiter der technischen Abteilung im so genannten NSTS Program Office.
Im Februar 1988 wurde Adamson offiziell für STS-28 nominiert, die tatsächlich seine erste Mission ins All werden sollte. Der fünftägige Flug mit der Columbia fand im August 1989 statt. Es war ein Flug für das US-amerikanische Verteidigungsministerium.
Gleich nach seinem ersten Flug nahm er für ein Jahr wieder eine Bürotätigkeit an. Bis zum Oktober 1990 überwachte er am Kennedy Space Center die Flugvorbereitungen der einzelnen Raumfähren.
Adamsons zweite und letzte Mission fand im Herbst 1991 mit dem Orbiter Atlantis statt. STS-43 startete mit einer fünfköpfigen Mannschaft am 2. August und setzte einen TDRS-Kommunikationssatelliten in einer Erdumlaufbahn aus. Der Flug dauerte 8 Tage und 21 Stunden und endete am 11. August.

## Nach der NASA
James Adamson quittierte Ende Juni 1992 sowohl seinen Dienst als Astronaut, als auch seine militärische Laufbahn (er bekleidet den Rang eines Obersts). Er gründete seine eigene Beratungsfirma: die Monarch Precision, nahm aber bald eine führende Stellung bei einem Luft- und Raumfahrtkonzern an und wurde Präsident der Lockheed Engineering and Sciences Company. Wenige Monate später, Ende 1995, verließ er Lockheed, half bei der Gründung der United Space Alliance und wurde schließlich deren Präsident.
1999 übernahm Adamson die Leitung von Allied Signal Technical Services, die dann zu Honeywell Technology Solutions fusionierte. Im März 2001 verließ er Honeywell und arbeitet seither wieder in seiner eigenen Firma. Daneben berät er die NASA als Mitglied eines Gremiums zur Betriebsbereitschaft der Internationalen Raumstation.
Adamson ist in zweiter Ehe verheiratet und hat drei Kinder.

## Belege
- Kurzbiografie von James C. Adamson bei spacefacts.de
- NASA-Biografie von James C. Adamson (englisch; PDF)
- Biografie von James C. Adamson in der Encyclopedia Astronautica (englisch)

| Personendaten    | Personendaten                                                       |
| ---------------- | ------------------------------------------------------------------- |
| NAME             | Adamson, James C.                                                   |
| ALTERNATIVNAMEN  | Adamson, James Craig (vollständiger Name); Adamson, Jim (Spitzname) |
| KURZBESCHREIBUNG | US-amerikanischer Astronaut                                         |
| GEBURTSDATUM     | 3. März 1946                                                        |
| GEBURTSORT       | Warsaw, New York                                                    |